# カスカモラス

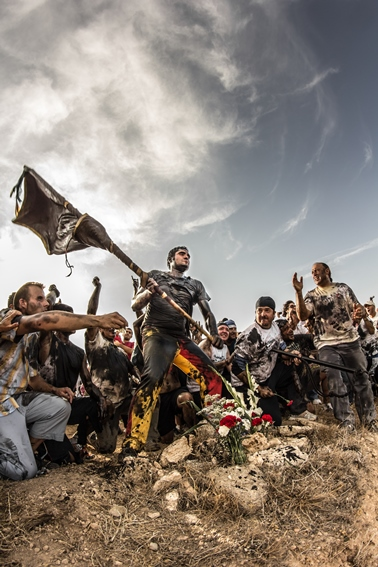
2012年のカスカモラスの様子

カスカモラス（スペイン語：Fiesta de Cascamorras）は、スペインのグアディクスで毎年9月上旬に行われるお祭りで、油まみれになりながらマリア像を奪い合う奇祭である。中世に発見された慈悲の聖母像の所有を巡って、バサとグアディクスの住民が争ったことが起源となっている。